# Ildikó Pusztaiová
Ildikó Pusztaiová provdaná Ildikó Barnánéová (* 11. listopadu 1964 Szolnok, Maďarsko) je bývalá maďarská sportovní šermířka, která se specializovala na šerm fleretem. Maďarsko reprezentovala v osmdesátých a devadesátých letech. Na olympijských hrách startovala v roce 1992 v soutěži družstev. V roce 1991 obsadila druhé místo na mistrovství Evropy v soutěži jednotlivkyň a s družstvem vybojovala titul mistryň Evropy.